# Тьєнзянг
Тьєнзянг (в'єт. Tiền Giang) — провінція у південній частині В'єтнаму, розташована вздовж річки Тьєн, у дельті Меконга. Площа — 2484 км²; населення на 2009 рік — 1 672 271 житель. Щільність населення — 672,39 осіб/км². Адміністративний центр — місто Мітхо. В адміністративному відношенні поділяється на 2 міста і 8 повітів.
У 2009 році населення провінції становило 1 672 271 особу (перепис), з них 820 421 (49,06 %) чоловіки і 851 850 (50,94 %) жінки, 1 443 305 (86,31 %) сільські жителі і 228 966 (13,69 %) жителі міст, 1 667 459 (99,71 %) етнічні в'єтнамці.